# Pacs del Penedès
Pacs del Penedès (em catalão e oficialmente) ou Pachs del Panadés (em castelhano) é um município da Espanha na comarca de Alt Penedès, província de Barcelona, comunidade autónoma da Catalunha. Tem 6,27 km² de área e em 2021 tinha 915 habitantes (densidade: 145,9 hab./km²).

## Demografia
| Variação demográfica do município entre 1991 e 2004[carece de fontes?] | Variação demográfica do município entre 1991 e 2004[carece de fontes?] | Variação demográfica do município entre 1991 e 2004[carece de fontes?] | Variação demográfica do município entre 1991 e 2004[carece de fontes?] |
| ---------------------------------------------------------------------- | ---------------------------------------------------------------------- | ---------------------------------------------------------------------- | ---------------------------------------------------------------------- |
| 1991                                                                   | 1996                                                                   | 2001                                                                   | 2004                                                                   |
| 436                                                                    | 620                                                                    | 704                                                                    | 739                                                                    |